# 쓰가루미야타역
쓰가루미야타역(일본어: 津軽宮田駅)은 일본 아오모리현 아오모리시에 위치한 동일본 여객철도 쓰가루 선의 철도역이다. 단선 승강장 1면 1선의 구조를 갖춘 지상역이다.

## 이용 현황
| 승차 인원 추이 | 승차 인원 추이 |
| 연도           | 1일 평균       |
| -------------- | -------------- |
| 1988           | 178            |
| 1993           | 138            |
| 1998           | 86             |
| 2001           | 77             |
| 2004           | 61             |

## 역 주변
- 아오모리 시청 오쿠나이 지소
- 국도 제280호선

## 역사
- 1959년 11월 25일 : 국철의 역으로서 개업.
- 1987년 4월 1일 : 일본국유철도 분할 민영화에 의해, 동일본 여객철도가 승계.

## 인접 역
| 쓰가루 선                | 쓰가루 선   | 쓰가루 선            |
| ------------------------ | ----------- | -------------------- |
| 아부라카와 아오모리 방면 | ■ 쓰가루 선 | 오쿠나이 민마야 방면 |